# 国境事変
『国境事変』（こっきょうじへん、Border Incident）は、誉田哲也による日本の警察小説。ジウ三部作に続く、〈ジウ〉サーガの第4作。ジウ三部作に登場した東（あずま）刑事が活躍するスピンオフ作品である。
2007年11月に単行本、2010年6月に中公文庫が刊行された。2024年3月19日には新装版が発売された。

## あらすじ
東京都で発生した在日朝鮮人の殺害事件。捜査一課の刑事・東弘樹は、被害者の弟・英男や関係者から事情聴取をする内に、「アンドウ」という不審な人物に行き当たる。
一方、その英男を情報提供者として運営してきた警視庁公安部の川尻は、事件の捜査が進むに連れ、公安警察官としての生き方に迷いを感じ始めていた。
一件の殺人事件が起こした小さな波は、国家をも巻き込む大きな事変へと変貌していく。

## 登場人物

### 警察官
東 弘樹（あずま ひろき）
警視庁捜査一課六係。警部補。47歳。歌舞伎町封鎖事件の捜査に大きく貢献し、警視総監賞と警察庁長官賞を授与された。捜査一課員からさえも煙たがられるほどの堅物で、大の公安嫌いで知られる。
川尻 冬吾（かわじり とうご）
警視庁公安部外事二課四係。巡査部長。35歳。在日朝鮮・韓国人を主とするアジア系外国人を担当する。公安部では本名で呼び合わない風習があり、「アントン」というあだ名で呼ばれる。
英男の運営者で、「アンドウ」という名で接触している。
前田（まえだ）
外事二課四係班長。警部補。47歳。東侑エンタープライズを監視する。あだ名はモグ。
広瀬（ひろせ）
外事二課四係。巡査部長。37歳。あだ名はトノ。
荒巻（あらまき）
外事二課四係。巡査部長。36歳。あだ名はシャケ。
桑島（くわじま）
対馬南警察署刑事生活安全課。以前は長崎県警捜査一課の強行班捜査係に所属していた。新潟県生まれ。

### その他
若松 吉男（わかまつ よしお） / 本名：呉 吉男（オ ギルナム）
32歳。殺害された被害者。朝鮮籍の在日三世。貿易商社・東侑エンタープライズの代表取締役。前年に同社を創業した父・虎男（とらお・ホナム）が自殺し跡を継いだ。
若松 英男（わかまつ ひでお） / 本名：呉 英男（オ ヨンナム）
兄と共に日本生まれの日本育ち。「リトルウィング」という3人組のバンドで活動している。
川尻により公安の協力者（スパイ）に仕立て上げられ、コード番号G4と呼ばれる。
川口（かわぐち）
陸上自衛隊対馬警備隊隊長。一等陸佐。
朴 大容（パク デヨン）
かつて北朝鮮で護衛司令部第二総局の局長を務めた、元朝鮮人民軍の高官。総書記暗殺計画が露見し家族らを皆殺しにされた。朝鮮人民の解放を目的とした『アイアン計画』を立案し、吉男も協力していた。

## 書籍情報
- 単行本：2007年11月25日発行、中央公論新社、ISBN 978-4-12-003889-1
- 文庫本：2010年6月25日発行、中公文庫、ISBN 978-4-12-205326-7
- 文庫本『国境事変 〈ジウ〉サーガ4』：2024年3月25日発行、中公文庫、ISBN 978-4-12-207499-6